# تاريخ النقابات العمالية في المملكة المتحدة
يتناول تاريخ النقابات العمالية في المملكة المتحدة تنظيم النقابات العمالية البريطانية ونشاطها وأفكارها وسياستها وأثرها، من أوائل القرن التاسع عشر إلى الوقت الحاضر.

## القرنين الثامن عشر والتاسع عشر
تعرضت النقابات في بريطانيا في كثير من الأحيان للقمع الشديد حتى عام 1824، ولكنها كانت سائدة بالفعل في مدن مختلفة كلندن. أُضفيت الشرعية على النقابات العمالية في عام 1824، إبان انضمام أعداد متزايدة من عمال المصانع إلى هذه الاتحادات في جهودها الرامية إلى تحسين الأجور وظروف العمل. تجلى النضال في مواقع العمل بما يُعرف بحركة اللاضية والتي كانت برزت في صراعات مختلفة كالتمرد الإسكتلندي عام 1820، حيث شرع 60 ألف عامل بإضراب عام، والذي ما لبث أن قُمع. منذ عام 1830، بُذلت محاولات لإنشاء نقابات وطنية عامة، كان أبرزها اتحاد نقابات العمال الوطنية الكبرى لروبرت أوين في عام 1834، والذي جذب طائفة من الاشتراكيين من أتباع أوين والثوريين. لعبت تلك المنظمة دورًا في الاحتجاجات بعد قضية شهداء تولباديل، لكنها سرعان ما انهارت.
كانت ثورة ميرثر أحد التطورات الهامة لحركة النقابات العمالية في ويلز في مايو 1831، حيث نزل عمال الفحم والصلب الذين يعملون لدى أسرة كراوشي القوية إلى شوارع مرثير تيدفيل، مطالبين بالإصلاح، احتجاجًا على خفض أجورهم والبطالة العامة. امتدت الاحتجاجات تدريجيًا إلى المدن والقرى الصناعية المجاورة، وبحلول نهاية مايو كانت المنطقة بأكملها في حالة تمرد. رُفع علم الثورة الأحمر لأول مرة في العالم –وهو الذي تبنته حركة النقابات العمالية دوليًا والجماعات الاشتراكية عمومًا منذ ذلك الوقت.

### الميثاقية
في أواخر ثلاثينيات وأربعينيات القرن التاسع عشر، طغى النشاط السياسي على النقابات العمالية. كانت الميثاقية ذات أهمية خاصة، وأيدت معظم الهيئات الاجتماعية أهدافها رغم عدم قيام أي منها على ما يبدو بأدوار قيادية. تُعد الميثاقية حركة إصلاح سياسي من الطبقة العاملة في بريطانيا وكانت هذه الحركة قائمة في الفترة من 1838 إلى 1858. انبثق اسم الحركة من ميثاق الشعب لعام 1838 وكانت حركة احتجاج وطنية، ولها معاقل تأييد في إنجلترا الشمالية، وميدلاند الشرقية، وسستافوردشاير بوتريز، وبلاك كَنتري، وويلز فاليز الجنوبية. بلغ دعم الحركة ذروته في الأعوام 1839 و1842 و1848، عندما قُدّمت العرائض التي وقعها ملايين العاملين للبرلمان. كانت الاستراتيجية المُتبعة تتمثل بتوظيف نطاق الدعم الذي حظيت به هذه العرائض والاجتماعات المرافقة لها للضغط على السياسيين للتنازل عن حق اقتراع الرجال فقط. اعتمدت الميثاقية على الطرق الدستورية لتأمين أهدافها، رغم وجود البعض ممن انخرطوا في أنشطة التمرد، ولا سيما في جنوب ويلز ويوركشاير. لم ترضخ الحكومة لأي من المطالب، وكان لزامًا على الاقتراع أن ينتظر عقدين آخرين من الزمان. اشتهرت الميثاقية بين بعض النقابات العمالية، وخاصة بين الخياطين وصانعي الأحذية والنجارين وعمال البناء في لندن. كان الخوف من توافد العمالة غير الماهرة أحد الأسباب وراء ذلك، وخاصة في مجال تفصيل الأحذية وصنعها. في مانشستر وغلاسكو، اضطلع المهندسون بشدة في الأنشطة الميثاقية. نشطت العديد من النقابات العمالية في الإضراب العام لعام 1842، والذي امتد إلى 15 مقاطعة في إنجلترا وويلز، وثمانية مقاطعات في اسكتلندا. علّمت الميثاقية التقنيات والمهارات السياسية التي ألهمت قيادة النقابات العمالية.

### مؤسسات جديدة
سيطر العمال المهرة على معظم النشاط النقابي من خمسينيات القرن التاسع عشر إلى خمسينيات القرن العشرين في مجال المنسوجات والهندسة. أيدوا التفاوت في الأجور والوضع الاجتماعي مقارنة بالعمال غير المهرة. ركزوا على التحكم في إنتاج الآلات بمساعدة المنافسة بين الشركات في سوق العمل المحلي.
بُذلت جهود لتشكيل ائتلاف عمالي بعد تفكك حركة الميثاقية في عام 1848. جرى تشغيل رابطة عمال المناجم والبحارة المتحدة في الشمال الشرقي بين عامي 1851 و1854 قبل انهيارها بسبب العداء الخارجي والنزاعات الداخلية حول الأهداف. سعى القادة إلى تكافل الطبقة العاملة كهدف طويل الأجل، وبالتالي استبقوا استراتيجيات الانتماء التي روج لها برلمان العمل في عام 1854.
تأسست النقابات العمالية الأكثر دوامًا في خمسينيات القرن التاسع عشر، وكانت ذات موارد أفضل ولكن تطرف أقل في كثير من الأحيان. تأسس مجلس لندن للتجارة في عام 1860، وكانت اعتداءات شيفيلد حافزًا لتأسيس مؤتمر اتحاد نقابات العمال في عام 1868. أنشأت اللجنة الملكية للنقابات العمالية في عام 1867 المركز القانوني للنقابات في المملكة المتحدة، ووافقت على أن إنشاء هذه المنظمات هو لصالح أرباب العمل والموظفين على السواء. أُضفيت الشرعية على النقابات في عام 1871 بإقرار قانون النقابات لعام 1871.

### النقابية الجديدة: 1889- 1893
تضم «الطبقة الأرستقراطية العاملة» العمال المهرة الفخورين باحتكاراتهم والغيورين عليها، وأنشأت نقابات لإبعاد العمال غير المهرة وشبه المهرة. كان نقابات العمال المهرة هي الأقوى في منتصف العصر الفيكتوري كجمعيات المهندسين المدمجة. لم تكن النقابات العمالية شائعة بين العمال شبه المهرة وغير المهرة. تجنب مسؤولو النقابات التشدد، خوفًا من أن تهدد الإضرابات الأوضاع المالية للنقابات وبالتالي رواتبهم. اندلعت موجة إضراب غير متوقعة في 1889–1890، بتحريض كبير من جميع الرتب. يمكن تفسير نجاح هذه العملية بتضاؤل امدادات العمالة الريفية، وهو ما أدى بدوره إلى زيادة قدرة العمال غير المهرة على المساومة. كانت النقابية الجديدة المستحدثة في عام 1889 عبارة عن امتداد منتظم لضم العمال غير المهرة وشبه المهرة إلى النقابات كأعضاء فيها. بين تيليت هو زعيم بارز لإضراب ميناء لندن في عام 1889. أنشأ النقابة العامة لعمال الموانئ والمرافئ وضفاف الأنهار في عام 1889، والذي حظي بدعم العمال المهرة. أحرز أعضاؤه البالغ عددهم 30 ألفًا تحسينات في الأجور وظروف العمل.
لعبت النقابات دورًا رائدًا في إنشاء لجنة تمثيل العمال التي شكلت بفاعلية أُسس حزب العمل في يومنا هذا.

### المرأة
استُبعدت النساء إلى حد كبير من تشكيل النقابات العمالية وعضويتها وتسلسلها الهرمي حتى أواخر القرن العشرين. تُعزى محاولة تحدي النساء لسيطرة الذكور وشق الطريق نحو التمثيل في النقابات والاتحادات العمالية بصورة كبيرة إلى مثابرة المصلحين من الطبقة المتوسطة مثل رابطة حماية المرأة ووقايتها التي سعت إلى مناقشة الظروف بشكل ودي مع أصحاب العمل في سبعينيات القرن التاسع عشر. أصبحت رابطة نقابات العمال النسائية فيما بعد. انفصل الاشتراكيون المتشددون عن رابطة حماية المرأة وشكلوا اتحاد نقابات العمال النسائية، ولم يكن لهم تأثير يذكر. كان هناك بضع حالات اتخذت فيها النساء أعضاء النقابات العمالية زمام المبادرة في القرن التاسع عشر. لعبت النساء دورًا أساسيًا في إضراب غرب يوكشاير عام 1875.

### حزب العمل الناشئ
ترجع أصول حزب العمل إلى أواخر القرن التاسع عشر، عندما اتضح وجود حاجة إلى حزب سياسي جديد لتمثيل مصالح طبقة العمال الحضرية واحتياجاتها، وهي ديمغرافية زادت في عددها وأصبحت تتمتع مؤخرًا بحق التصويت. اهتم بعض أعضاء حركة نقابات العمال بالانتقال إلى الميدان السياسي، وبعد تمديد إضافي لحق التصويت في عامي 1867 و1885، أيّد الحزب الليبرالي بعض المرشحين الذين حظوا برعاية النقابات العمالية. كان جورج أودغر أول مرشح عمل ليبرالي يخوض انتخابات ساوث وورك الفرعية في عام 1870. بالإضافة إلى ذلك، تشكل عدد من الجماعات الاشتراكية الصغيرة في هذه الفترة، بهدف ربط الحركة بالخطط السياسية. من بين هذه الأحزاب حزب العمل المستقل، والجمعية الفابية الفكرية، والاتحاد الديمقراطي الاشتراكي الماركسي، وحزب العمال الإسكتلندي.